# Marca griseonigralis
Marca griseonigralis är en fjärilsart som beskrevs av Pierre E.L. Viette 1954. Marca griseonigralis ingår i släktet Marca och familjen nattflyn. Inga underarter finns listade i Catalogue of Life.